# Operacija Anton
Operacija Anton (njemački: Unternehmen Anton) bio je kodni naziv okupacije Višijske Francuske koju su u studenom 1942. godine zajednički izveli Treći Reich i Kraljevina Italija. Operacija je označila kraj Višijske Francuske kao načelno nezavisne države i službeno dokinula njezinu ionako ograničenu vojsku, makar je vlada u Vichyju nastavila postojati kao marionetska država Trećega Reicha. Jedna od posljednjih akcija vojske Višijske Francuske prije njezina ukidanja bilo je samopotapanje francuske flote u Toulonu kako bi se spriječilo njezino padanje u njemačke ruke. 
Početna ideja o okupaciji Višijske Francuske javila se još u prosincu 1940. godine pod kodnim imenom Operacija Attila, no ubrzo je uključena u provedbeni plan okupacije Korzike. Operacija Anton nastala je nešto kasnije kao proširenje Operacije Atilla, koje je uključivalo raznovrsnije njemačke jedinice i talijansko sudjelovanje. Nakon što su Saveznici pokrenuli Operaciju Baklja, Hitler nije mogao riskirati mogući proboj na Sredozemlju te je, nakon razgovora s Pierreom Lavalom, naredio okupaciju Korzike, a sljedećega dana i početak Operacije Anton. 
Operacija je provedena izrazito brzo. Spremne 10. studenoga, njemačke jedinice već su 11. studenoga 1942. stigle do Sredozemlja. Hitlerov daljni plan bila je Operacija Lila, kojoj je cilj bilo preuzimanje razvojačene francuske flote u Toulonu. Ipak, francuski zapovjednici uspjeli su odgoditi operaciju dovoljno dugo kako bi izveli samopotapanje cjelokupne flote 27. studenoga iste godine. Glavni cilj samopotapanja bilo je sprječavanje Nijemaca u stavljanju brodovlja pod svoj nadzor. Nedugo zatim, raspušten je i ostatak vojske Višijske Francuske. 